# Chaetopleurophora pennsylvanica
Chaetopleurophora pennsylvanica är en tvåvingeart som först beskrevs av Malloch 1914.  Chaetopleurophora pennsylvanica ingår i släktet Chaetopleurophora och familjen puckelflugor. Inga underarter finns listade i Catalogue of Life.